# 多达
多达（Doda），是印度查谟和克什米尔多達县的一个城镇。总人口21,605（2011年）。

## 人口
2011年21,605人，其中男性8391人，女性4858人；0—6岁人口1346人，其中男733人，女613人。